# Thomas Fabri
Thomas Fabri is een componist uit de Zuidelijke Nederlanden (= Vlaanderen), actief omstreeks 1400.
Fabri werd in Parijs door Jean de Noyers alias Tapissier opgeleid en in Brugge door Johannes Ecghaert. althans volgens een Gloria, waarin hij omschreven wordt als 'scolaris Tapissier'. Fabri was later koormeester van de Sint-Donaaskerk te Brugge in 1412.
Slechts vier werken van deze componist zijn bewaard gebleven en wel in buitenlandse bronnen. Twee werken zijn driestemmige zettingen van een Nederlandse tekst. Ze zijn opgetekend in een chansonnier dat (misschien op het concilie van Konstanz) door een Duitser werd genoteerd, door een Italiaan werd geïllustreerd en nu in de cisterciënzerabdij van Heiligenkreuz wordt bewaard. Bruno Bouckaert schrijft over deze liederen:
'Hoewel deze werken nog steeds typische kenmerken van de ars subtilior vertonen, klinken ze al veel moderner en staan met hun meer syllabische declamatie, het gebruik van imitatie, de meer homofone stemvoering en overzichtelijker structuur al dicht bij het ontluikende Bourgondische chansonrepertoire van de generatie componisten vóór Dufay. Het pad werd geëffend voor de Vlaamse polyfonie' (ook wel Nederlandse of Franco-Vlaamse polyfonie genoemd, al naargelang het landelijke perspectief van de auteur).

## Verzameld werk
- Ach vlaendere vrie (rondeau)
- Die mey so lieflic wol ghebloit (ballade)
- Gloria (misdeel bewaard te Bologna, Civico Museo Bibliografico Musicale, Ms Q)
- Sinceram salutem care mando vobis (antifoon)

## Discografie
- Rechtstreekse link naar de zoekresultaten voor 'Thomas Fabri' op www.medieval.org